# Saut à la perche féminin aux Jeux olympiques d'été de 2024
Pour des articles plus généraux, voir Athlétisme aux Jeux olympiques d'été de 2024 et Saut à la perche aux Jeux olympiques.
Navigation
Tokyo 2020 Los Angeles 2028
L'épreuve du saut à la perche féminin aux Jeux olympiques de 2024 se déroule les 5 et 7 août 2024 au Stade de France au nord de Paris, en France.

## Records
Avant cette compétition, les records dans cette discipline étaient les suivants :
| Record du monde  | Yelena Isinbayeva (RUS) | 5,06 m | Zurich | 28 août 2009 |
| Record olympique | Yelena Isinbayeva (RUS) | 5,05 m | Pékin  | 18 août 2008 |

## Programme
| Date            | Horaire | Manche         |
| --------------- | ------- | -------------- |
| Lundi 5 août    | 10 h 00 | Qualifications |
| Mercredi 7 août | 18 h 30 | Finale         |

## Résultats
Légende
- o : essai réussi
- x : essai manqué
- - : impasse

### Finale
| Rang                                | Athlète             | Pays             | Hauteurs | Hauteurs | Hauteurs | Hauteurs | Hauteurs | Hauteurs | Hauteurs | Marque | Notes |
| Rang                                | Athlète             | Pays             | 4,40 m   | 4,60 m   | 4,70 m   | 4,80 m   | 4,85 m   | 4,90 m   | 4,95 m   | Marque | Notes |
| ----------------------------------- | ------------------- | ---------------- | -------- | -------- | -------- | -------- | -------- | -------- | -------- | ------ | ----- |
| Médaille d'or, Jeux olympiques      | Nina Kennedy        | Australie        | o        | o        | xo       | o        | o        | o        | xr       | 4,90 m | SB    |
| Médaille d'argent, Jeux olympiques  | Katie Moon          | États-Unis       | o        | o        | o        | o        | xo       | x-       | xx       | 4,85 m | =SB   |
| Médaille de bronze, Jeux olympiques | Alysha Newman       | Canada           | o        | xo       | o        | o        | xo       | xxx      | NC       | 4,85 m | NR    |
| 4                                   | Angelica Moser      | Suisse           | o        | o        | o        | o        | xx-      | x        | NC       | 4,80 m |       |
| 5                                   | Amálie Švábíková    | Tchéquie         | o        | o        | xo       | xxo      | xxx      | NC       | NC       | 4,80 m | NR    |
| 6                                   | Eliza McCartney     | Nouvelle-Zélande | —        | o        | o        | xxx      | NC       | NC       | NC       | 4,70 m |       |
| 6                                   | Elisa Molinarolo    | Italie           | o        | o        | o        | xxx      | NC       | NC       | NC       | 4,70 m | PB    |
| 6                                   | Wilma Murto         | Finlande         | o        | o        | o        | xxx      | NC       | NC       | NC       | 4,70 m |       |
| 9                                   | Ekateríni Stefanídi | Grèce            | xo       | o        | o        | xxx      | NC       | NC       | NC       | 4,70 m |       |
| 10                                  | Robeilys Peinado    | Venezuela        | o        | xo       | xxx      | NC       | NC       | NC       | NC       | 4,60 m | SB    |
| 11                                  | Marie-Julie Bonnin  | France           | xo       | xo       | xxx      | NC       | NC       | NC       | NC       | 4,60 m |       |
| 12                                  | Imogen Ayris        | Nouvelle-Zélande | xxo      | xo       | xxx      | NC       | NC       | NC       | NC       | 4,60 m | PB    |
| 13                                  | Olivia McTaggart    | Nouvelle-Zélande | o        | xxo      | xxx      | NC       | NC       | NC       | NC       | 4,60 m |       |
| 14                                  | Roberta Bruni       | Italie           | o        | xxx      | NC       | NC       | NC       | NC       | NC       | 4,40 m |       |
| 14                                  | Ninon Chapelle      | France           | xxo      | xo       | NC       | NC       | NC       | NC       | NC       | 4,40 m |       |
| 14                                  | Anjuli Knäsche      | Allemagne        | o        | xxx      | NC       | NC       | NC       | NC       | NC       | 4,40 m |       |
| 14                                  | Elina Lampela       | Finlande         | o        | xxx      | NC       | NC       | NC       | NC       | NC       | 4,40 m |       |
| 18                                  | Lene Retzius        | Norvège          | xo       | xxx      | NC       | NC       | NC       | NC       | NC       | 4,40 m |       |
| 19                                  | Tina Šutej          | Slovénie         | xxo      | xxx      | NC       | NC       | NC       | NC       | NC       | 4,40 m |       |

### Qualifications
Les 12 meilleures sauteuses se qualifient pour la finale.
| Rang | Groupe | Athlète              | Pays             | Hauteurs | Hauteurs | Hauteurs | Marque | Notes     |
| Rang | Groupe | Athlète              | Pays             | 4,20 m   | 4,40 m   | 4,55 m   | Marque | Notes     |
| ---- | ------ | -------------------- | ---------------- | -------- | -------- | -------- | ------ | --------- |
| 1    | A      | Roberta Bruni        | Italie           | o        | o        | o        | 4,55 m | q         |
| 2    | B      | Elisa Molinarolo     | Italie           | o        | o        | o        | 4,55 m | q         |
| 3    | A      | Nina Kennedy         | Australie        | —        | o        | o        | 4,55 m | q         |
| 4    | B      | Katie Moon           | États-Unis       | —        | o        | o        | 4,55 m | q         |
| 5    | A      | Angelica Moser       | Suisse           | —        | o        | o        | 4,55 m | q         |
| 6    | A      | Amálie Švábíková     | Tchéquie         | —        | o        | o        | 4,55 m | q         |
| 7    | A      | Elina Lampela        | Finlande         | o        | xo       | o        | 4,55 m | q         |
| 8    | A      | Alysha Newman        | Canada           | —        | xo       | o        | 4,55 m | q         |
| 9    | B      | Eliza McCartney      | Nouvelle-Zélande | —        | o        | xo       | 4,55 m | q         |
| 10   | B      | Wilma Murto          | Finlande         | —        | o        | xo       | 4,55 m | q         |
| 11   | A      | Ekateríni Stefanídi  | Grèce            | —        | o        | xo       | 4,55 m | q         |
| 12   | B      | Ariadni Adamopoulou  | Grèce            | o        | o        | xxx      | 4,40 m | q         |
| 13   | B      | Imogen Ayris         | Nouvelle-Zélande | o        | o        | xxx      | 4,40 m | q         |
| 14   | B      | Marie-Julie Bonnin   | France           | —        | o        | xxx      | 4,40 m | q         |
| 15   | A      | Ninon Chapelle       | France           | o        | o        | xxx      | 4,40 m | q         |
| 16   | A      | Anjuli Knäsche       | Allemagne        | o        | o        | xxx      | 4,40 m | q         |
| 17   | A      | Olivia McTaggart     | Nouvelle-Zélande | o        | o        | xxx      | 4,40 m | q         |
| 18   | B      | Robeilys Peinado     | Venezuela        | o        | o        | xxx      | 4,40 m | q         |
| 19   | B      | Lene Retzius         | Norvège          | —        | o        | xxx      | 4,40 m | q         |
| 20   | B      | Tina Šutej           | Slovénie         | o        | o        | xxx      | 4,40 m | q         |
| 21   | A      | Juliana Campos       | Brésil           | xxo      | o        | xxx      | 4,40 m |           |
| 22   | B      | Brynn King           | États-Unis       | —        | xo       | xxx      | 4,40 m |           |
| 23   | B      | Niu Chunge           | Chine            | o        | xo       | xxx      | 4,40 m |           |
| 24   | A      | Bridget Williams     | États-Unis       | o        | xo       | xxx      | 4,40 m |           |
| 25   | A      | Hanga Klekner        | Hongrie          | xo       | xo       | xxx      | 4,40 m |           |
| 26   | B      | Anicka Newell        | Canada           | o        | xxo      | xxx      | 4,40 m |           |
| 27   | B      | Pascale Stöcklin     | Suisse           | o        | xxx      | NC       | 4,20 m |           |
| 28   | A      | Holly Bradshaw       | Grande-Bretagne  | xo       | xxx      | NC       | 4,20 m |           |
|      | B      | Molly Caudery        | Grande-Bretagne  | —        | —        | xxx      | NM     |           |
|      | A      | Eleni-Klaoudia Polak | Grèce            | o        | xxx      | NC       | DQ     | RULE 10.1 |

## Légende
Records et Performances
- AR : Record continental (area record)
- CR : Record des championnats (championship record)
- MR : Record du meeting (meet record)
- NR : Record national (national record)
- OR : Record olympique (olympic record)
- PR : Record paralympique (paralympic record)
- PB : Record personnel (personal best)
- SB : Meilleure performance personnelle de la saison (season's best)
- WL : Meilleure performance mondiale de l'année (world leader)
- WJR : Record du monde junior (world junior record)
- WR : Record du monde (world record)

Circonstances et Conditions
- DNF : N'a pas terminé (did not finish)
- DNS : N'a pas pris le départ (did not start)
- DQ : Disqualification (disqualification)
- NM : Aucun essai valable enregistré (No Mark)
- Q : Qualifié « directement » au prochain tour (ou à la prochaine compétition), lors d'une compétition majeure, grâce au classement ou à la réalisation des minima (automatic qualifier)
- q : Qualifié au prochain tour (ou à la prochaine compétition), lors d'une compétition majeure, grâce au repêchage ou à la réalisation de l'une des meilleures performances parmi celles des « non qualifiés directement » (grâce au meilleur temps ou à la meilleure distance par exemple) (secondary qualifier)